# Recettore dell'interleuchina-2
Il recettore di IL-2 è una molecola eterotrimerica presente nella forma completa solo su linfociti attivati dall'incontro con l'antigene. Le tre subunità sono chiamate alfa, beta e gamma ed hanno un peso di 55, 75 e 64 kD rispettivamente. In condizioni normali solo le subunità beta e gamma sono presenti, questo complesso mostra una bassa affinità per il ligando che deve essere pertanto molto concentrato per potersi legare. 
In caso di attivazione della cellula abbiamo la sintesi della subunità alfa che in tal modo si associa formando il trimero ad elevata affinità. Possiamo quindi affermare che le subunità normalmente presenti sono quelle necessarie e sufficienti per la trasmissione del segnale mentre l'esclusivo, seppur fondamentale, ruolo di alfa è quello variare la costante di dissociazione.